# جان بيار ماسون
جان بيار ماسون هو ممثل كندي، ولد في 25 أغسطس 1918 بسانت أغاث دس مونتس في كندا، وتوفي في 11 مارس 1995 ببوتسفيل في الولايات المتحدة.

## وصلات خارجية
- جان بيار ماسون على موقع IMDb (الإنجليزية)
- جان بيار ماسون على موقع ألو سيني (الفرنسية)
- جان بيار ماسون على موقع قاعدة بيانات الأفلام السويدية (السويدية)
- جان بيار ماسون على موقع كينوبويسك (الروسية)